# بل کانتو

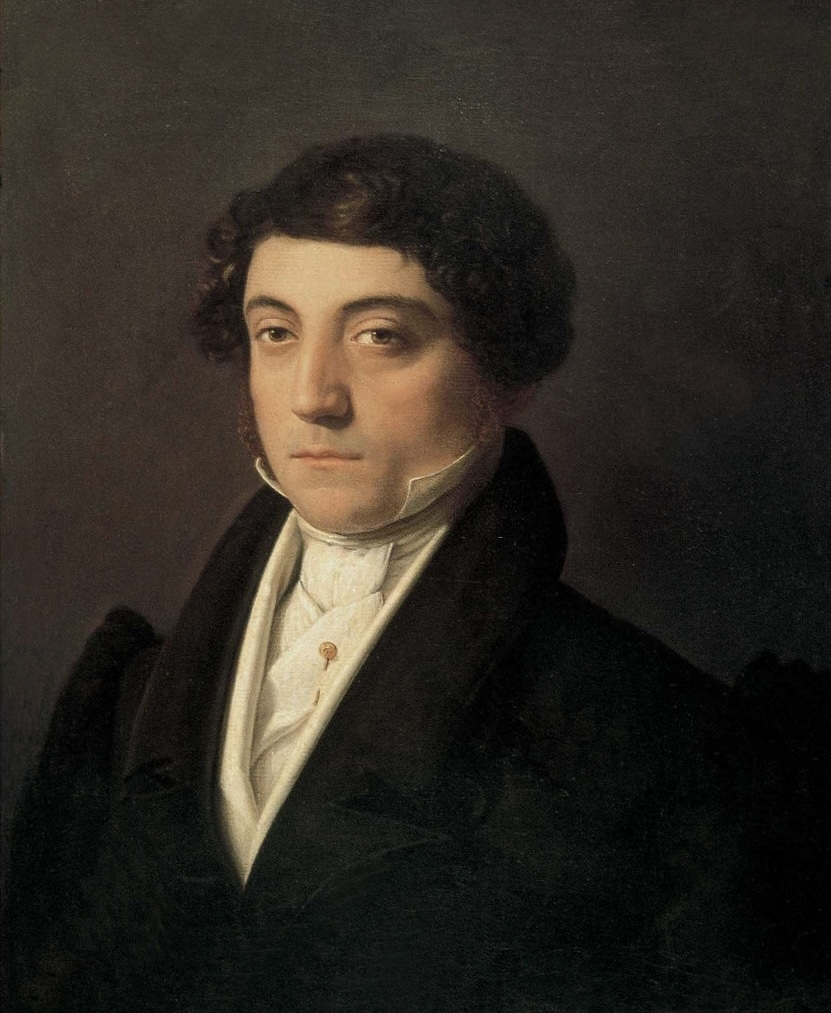
جدی وپر تلاش

بل کانتو ("bellezze del canto"/"bell’arte del canto") اصطلاحی ایتالیایی در اپرای ایتالیا و بمعنای ترانه زیبا یا خواندن زیبا است. این اصطلاح، معانی گونه گونی دارد و موضوع دامنه وسیعی از تفاسیر (در زمینه اپرایی) است.